# St. James (Missouri)
St. James è un comune degli Stati Uniti d'America, situato nello Stato del Missouri, nella contea di Phelps.